# Alonzo Potter

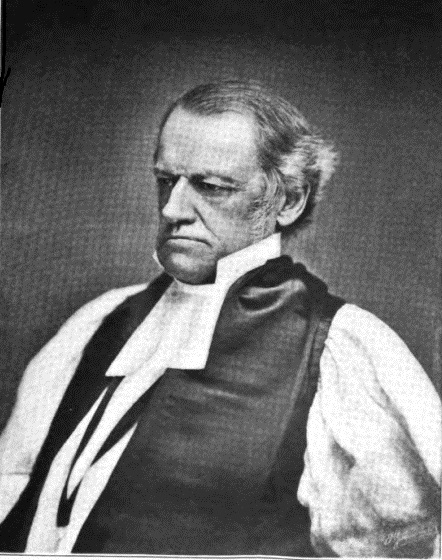
Alonzo Potter

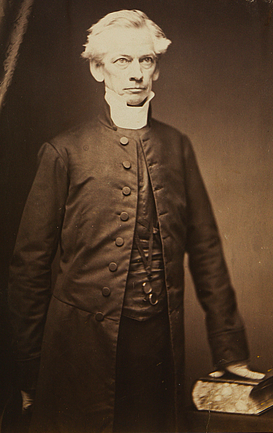
Alonzo Potter (etwa 1857)

Alonzo Potter (* 6. Juli oder 10. Juli 1800 in La Grange, New York; † 4. Juli 1865 in San Francisco, Kalifornien) war ein US-amerikanischer Geistlicher und Philosoph. Er war Bischof der Episcopal Diocese of Pennsylvania und Professor am Union College.
Alonzo Potter stammte aus einer Familie von Quäkern. Er studierte am Union College (Studienabschluss 1818), wo er 1819 Tutor wurde und 1821 eine Professur für Mathematik und Naturphilosophie erhielt. 1825 wurde ihm die Präsidentschaft des Geneva College angeboten, die er aber ablehnte. Von 1831 bis 1845 war er am Union College Vizepräsident und Professor für rationale Philosophie und Moralphilosophie sowie für Politische Ökonomie.
Bald nach seinem Studium wandte sich Potter der Episkopalkirche zu. 1821 wurde er als Diakon und 1824 als Priester ordiniert. Von 1826 bis 1831 war er Pastor an der St. Pauls Cathedral in Boston. Am 23. September 1845 wurde er Bischof von Pennsylvania für die anglikanische Episkopalkirche. Er machte sich um die Einrichtung eines Krankenhauses und einer kirchlichen Hochschule der Diözese verdient.
1831 wurde Potter in die American Academy of Arts and Sciences gewählt, 1844 in die American Philosophical Society. Potter erhielt 1846 an der Harvard University einen Doctor of Divinity und am Union College einen LL. D., jeweils als Ehrendoktorat.
1824 heiratete Potter Sarah Maria Nott, die Tochter des Präsidenten des Union College, Eliphalet Nott. Das Paar hatte sieben Kinder, darunter Clarkson Nott Potter (1825–1882, Bauingenieur, Jurist und Politiker). Bei der Geburt des siebten Kindes starb 1839 Sarah Maria Potter. 1840 heiratete Alonzo Potter ihre Cousine, Sarah Benedict, mit der er wiederum drei Söhne hatte und die an Schwindsucht starb. Wenige Monate vor seinem Tod heiratete Alonzo Potter Frances Seton.

## Schriften
- als Herausgeber: Wilks’s Christian Essays, 1829
- als Herausgeber: Maria James’s Poems, 1839
- The Principles of Science applied to the Domestic and Mechanic Arts, 1841
- Political Economy, 1841
- mit George Barrell Emerson: The School and Schoolmaster, 1844
- Hand-Book for Readers and Students, 1847
- Discourses, Charges, Addresses, Pastoral Letters etc., 1858
- Religious Philosophy, 1870
- Plan of Temperance Organization for Cities
- als Herausgeber: Harper’s Family Library (7 Ausgaben)